# Gare de Longueil-Annel
Ne doit pas être confondu avec Gare de Longueil-Sainte-Marie.
La gare de Longueil-Annel est une gare ferroviaire française de la ligne de Creil à Jeumont, située sur le territoire de la commune de Longueil-Annel, dans le département de l'Oise, en région Hauts-de-France.
C'est une halte de la Société nationale des chemins de fer français (SNCF), desservie par des trains du réseau des transports express de la région Hauts-de-France (TER Hauts-de-France).

## Situation ferroviaire
Établie à 38 m d'altitude, la gare de Longueil-Annel est située au point kilométrique (PK) 90,141 de la ligne de Creil à Jeumont, entre les gares de Choisy-au-Bac et de Thourotte.

## Histoire
La section de ligne passant à Longueil-Annel entre Compiègne et Tergnier, est ouverte le 26 février 1849.
En 2009, la fréquentation journalière de la gare était de 49 (montées et descentes).
L'ancien bâtiment voyageurs sera démoli le 12 juin 2019.

## Service des voyageurs

### Accueil
Halte SNCF, c'est un point d'arrêt non géré (PANG) qui dispose de deux quais avec abris. L'accès aux quais se fait par le passage à niveau routier situé à l'extrémité de la gare.

### Desserte
Longueil-Annel est desservie par des trains TER Hauts-de-France qui effectuent des missions entre les gares de Compiègne et de Saint-Quentin. 

### Intermodalité
Le stationnement des véhicules est possible à proximité. Un service de taxis TER complète la desserte. La gare est desservie par les lignes 667, 668, 6306, 6321 et 6334 du réseau interurbain de l'Oise.

## À voir à proximité
Longueil-Annel, doit au canal latéral de l'Oise une période faste de son histoire en lien avec un moyen de transport souvent en concurrence avec le chemin de fer. Proche de la gare, La Cité des bateliers propose notamment de visiter la maison musée, une péniche musée et une promenade animée sur les bords du canal.